# Lipperheidesche Kostümbibliothek

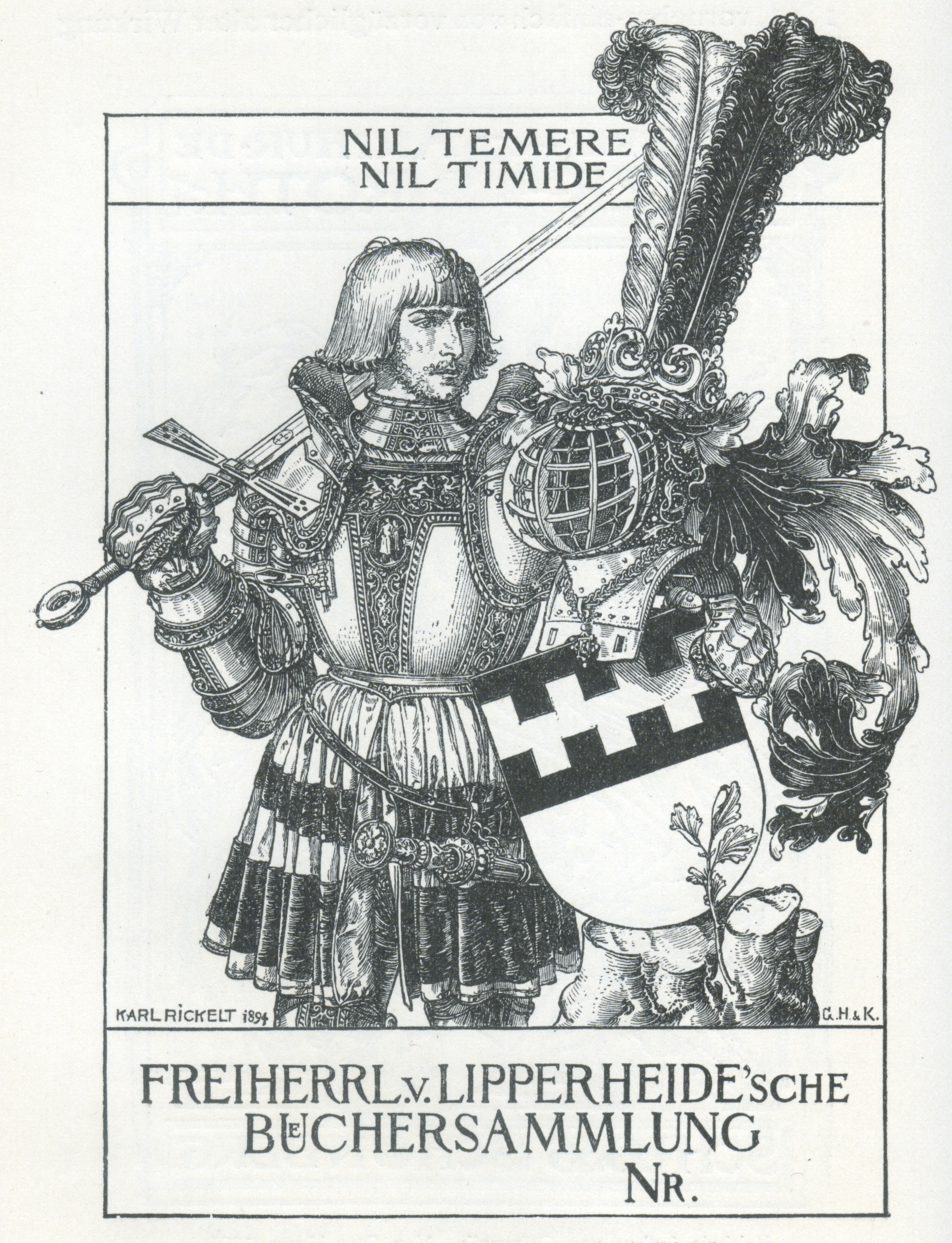
Exlibris der Lipperheideschen Kostümbibliothek, gestaltet von Karl Rickelt

Die Lipperheidesche Kostümbibliothek wurde gegründet von Franz von Lipperheide und kam am 19. März 1892 mit Schenkung an das Kunstgewerbemuseum Berlin. Auf Betreiben Peter Jessens und gemäß des Erlasses des Kultusministeriums vom 27. Mai 1924 wurde die Bibliothek umbenannt in Staatliche Kunstbibliothek mit dem erläuternden Zusatz „vormals Bibliothek des Kunstgewerbemuseums“.

## Geschichte
Franz und Frieda von Lipperheide gründeten 1865 den Verlag Franz Lipperheide in Berlin und brachten unter anderen die Modezeitschriften Die Modenwelt, die Illustrierte Zeitung für Toilette und Handarbeiten, die Illustrirte Frauenzeitschrift und Der Bazar heraus, die weltweit über 500.000 Abonnenten fanden.
Franz und Frieda von Lipperheide trugen mit ihrem Interesse an kulturhistorischer Kostümkunde und Textilkunst aus Europa systematisch eine Quellensammlung zur Kleiderwissenschaft zusammen. Die „Freiherrlich Lipperheid´sche Sammlung für Kostümwissenschaft“ hatte 1896 einen Bestand von 686 Ölbildern, 200 Miniatur-Bildnissen, 2750 Handzeichnungen, 23.750 Druck- und Reproduktionsgraphiken, 2580 Photographien, 5560 Monographien, 840 Almanachen und 2185 Zeitschriften.
Am 19. März 1892 erfolgte die Stiftung der Sammlung für Kostümwissenschaft an die Königlichen Museen zu Berlin. Seitdem wird die Lipperheidesche Kostümbibliothek als selbständige Abteilung der Kunstbibliothek Staatliche Museen zu Berlin weitergeführt. Die Sammlung wird mit ca. 200 neuen Erwerbungen pro Jahr ständig erweitert.
Seither erfolgen Ausstellungen in Berlin und Deutschland.

## Bedeutung
Die Lipperheidesche Kostümbibliothek stellt heute die weltgrößte Fachsammlung zur Kulturgeschichte der Kleidung und Mode dar.
1990 betrug der Bestand der Kostümbibliothek 31.800 Monographien und Zeitschriften, 167 Alben mit Handzeichnungen, 81 Alben mit Fotografien, ca. 100.000 Blatt Graphik, 8000 Handzeichnungen und 36.000 Modefotografien. Die Sammlung beinhaltet Bild- und Schriftquellen zu allen Bereichen der internationalen Kleidungs- und Modegeschichte wie zu den Themen Reisen und Festlichkeiten, Sport und Spiel, Tanz und Theater, Etikette und Tischkultur und Karikatur und Kleiderordnungen. Besondere Schwerpunkte liegen in Kostüm- und Modeentwürfen von der Renaissance bis zur Gegenwart, internationalen Modeillustrationen und Modefotografien des 20. Jahrhunderts.

## Weblink
- Information der Staatlichen Museen zu Berlin